# یواس‌اس گتیسبورگ (۱۸۵۸)
یواس‌اس گتیسبورگ (۱۸۵۸) (به انگلیسی: USS Gettysburg (1858)) یک کشتی بود که طول آن ۲۲۱ فوت (۶۷ متر) بود. این کشتی در سال ۱۸۵۸ ساخته شد.